# Anacroneuria pakitza
Anacroneuria pakitza és una espècie d'insecte plecòpter pertanyent a la família dels pèrlids.

## Etimologia
El seu nom científic fa referència a la localitat peruana de Pakitza.

## Descripció
- És bastant similar a Anacroneuria pinza i Anacroneuria vistosa.
- Els adults presenten el cap amb un petit punt de color marró clar a l'àrea dels ocels, el segment de la tíbia clar i les membranes alars transparents amb la nervadura marró clar.
- Les ales anteriors dels mascles fan 9,5 mm de llargària i les de les femelles 13,5.
- La placa subgenital de les femelles té quatre lòbuls.
- La nimfa no ha estat encara descrita.[3]

## Hàbitat
En el seu estadi immadur és aquàtic i viu a l'aigua dolça, mentre que com a adult és terrestre i volador.

## Distribució geogràfica
Es troba a Sud-amèrica: el Perú.